# Praise the Fallen
Praise the Fallen (conosciuto anche come PTF2012) è il secondo album del duo futurepop VNV Nation, uscito nel 1998. Rispetto al precedente Advance and Follow, questo album presenta un suono più melodico, una produzione migliore e ritmi elettronici più marcati. La traccia Solitary è stata pubblicata con un EP, mentre Honour è stata registrata nuovamente nel 2003 e pubblicata come singolo.

## Tracce
1. Chosen - 4:21
2. Joy - 5:52
3. Procession - 5:23
4. Voice - 6:12
5. Forsaken - 4:49
6. Ascension - 8:15
7. Honour - 6:41
8. Burnout - 3:32
9. Solitary - 7:29
10. PTF2012 - 3:06
11. Schweigeminute - 1:00
12. Untitled (bonus track) - 4:12

## Curiosità
- PTF2012 si pensava potesse essere un riferimento al calendario Maya e all'ipotetica fine del mondo del 21 dicembre 2012. Però, nel booklet di Reformation 1, Ronan Harris spiegò che fu scelta casualmente.
- La traccia Schweigeminute è in realtà un minuto di silenzio.
- La traccia Forsaken è strumentale, ma viene cantata nell'EP Solitary. Nel primo verso, Harris canta: "For thirty years, I have plotted to bring down the party. I am sick in mind and body". È un riferimento al film 1984, tratto dall'omonimo romanzo di George Orwell. L'ultimo verso della canzone: "If you're frightened of dying, and you're holding on — you'll see devils tearing your life away. If you made your peace — then the devils are really angels, freeing you from the Earth" è invece un riferimento al film Allucinazione perversa, precisamente una frase pronunciata dall'attore Danny Aiello.
- Ronan Harris afferma spesso come questo album sia stato un grosso aiuto per se stesso, e come lo abbia aiutato a superare momenti difficili della sua vita. Lo si nota soprattutto nella traccia Forsaken, che, quando viene cantata dal vivo, vede Ronan quasi scoppiare in lacrime.